# Twotino
Em astronomia, um twotino é um objeto transnetuniano em ressonância média de 1:2 com o planeta Netuno. A cada uma volta em torno do Sol que um twotino faz, Netuno completa duas. O nome refere-se apenas à ressonância orbital e não implica nenhuma característica física. Os twotinos orbitam dentro da borda externa do cinturão de Kuiper.
A ressonância 1:2, localizada a cerca de 47,8 UA do Sol, é muitas vezes considerada o limite exterior do cinturão de Kuiper. Os twotinos têm inclinações menores que 15° e têm excentricidades geralmente moderadas (entre 0,1 e 0,3). Há 32 objetos dessa classe conhecidos. Um número desconhecido de ressonantes 2:1 provavelmente não se originaram em um disco planetesimal, eles foram arrastado para a ressonância durante a migração de Netuno, foram capturados quando eles já estavam dispersos.
Existem muito menos objetos em ressonância 1:2 (um total conhecido de 32 em abril de 2016) que plutinos. Simulações orbitais a longo prazo mostram que a ressonância 1:2 é menos estável que a 2:3; apenas 15% dos twotinos permanecem nessa condição por quatro bilhões de anos, comparados os 28% dos plutinos. Consequentemente é possível que os twotinos tenham sido originalmente tão numerosos quanto os plutinos, porém o número foi diminuindo muito com o passar do tempo.

## Exemplos de twotino
- (20161) 1996 TR66
- (26308) 1998 SM165
- 1997 SZ10
- (137295) 1999 RB216
- (130391) 2000 JG81
- (119979) 2002 WC19